# Pnigalio pectinicornis
Pnigalio pectinicornis is een vliesvleugelig insect uit de familie Eulophidae. De wetenschappelijke naam werd gepubliceerd in 1758 door Carl Linnaeus in de tiende editie van Systema naturae.